# Buda (okręg Vrancea)
Buda – wieś w Rumunii, w okręgu Vrancea, w gminie Corbița. W 2011 roku liczyła 489
mieszkańców.